# Liste der Baudenkmäler in Alteglofsheim
Auf dieser Seite sind die Baudenkmäler in der Oberpfälzer Gemeinde Alteglofsheim zusammengestellt. Diese Tabelle ist eine Teilliste der Liste der Baudenkmäler in Bayern. Grundlage ist die Bayerische Denkmalliste, die auf Basis des Bayerischen Denkmalschutzgesetzes vom 1. Oktober 1973 erstmals erstellt wurde und seither durch das Bayerische Landesamt für Denkmalpflege geführt wird. Die folgenden Angaben ersetzen nicht die rechtsverbindliche Auskunft der Denkmalschutzbehörde.

## Baudenkmäler
| Lage                                              | Objekt                                                | Beschreibung | Akten-Nr.              | Bild                                |
| ------------------------------------------------- | ----------------------------------------------------- | --- | ---------------------- | ----------------------------------- |
| Am Schloßhof 1, 11 (Standort)                     | Schloss Alteglofsheim, jetzt Bayerische Musikakademie | 1200–1795, Restaurierung 1992–2002 Hauptgebäude mehrflügeliger und gegliederter Baukomplex Bergfried mit Zeltdach, um 1290/1300; Altes Schloss, dreigeschossiger Steildachbau, um 1590 mit zwei Rundtürmen, 1607 Südflügel, zweigeschossiger Satteldachbau mit Putzrustika, mit Schlosskapelle St. Maria, 1669 und 1679/80 nach Plänen von Enrico Zuccalli Am Südflügel Pavillon, sogenannter Billard, zweigeschossiger Walmdachbau mit Putzgliederungen, 1731/32 nach Plänen von Francois de Cuvilliés dem Älteren (Freitreppe erneuert) Westflügel, dreigeschossiger Walmdachbau mit Arkaden und halbrund vorspringendem dreigeschossigem Mittelrisalit mit Mansardwalmdach, um 1680 und 1725–31 von Michael Wolf; mit Ausstattung Innerer Schlosshof mit Freitreppe zum Park, 1788 unter Verwendung der Dachbalustrade des Westflügels Reststück des Schlossparks, als Landschaftsgarten 1774–1847 anstelle eines Lustgartens von 1711 ff. angelegt; mit Ummauerung Ehemaliges Gärtnerhaus mit Wachstube, zweigeschossiger und giebelständiger Satteldachbau, Mitte 18. Jahrhundert | D-3-75-113-1 Wikidata  | weitere Bilder                      |
| Am Schloßhof 4, 5, 6, 7, Jahnstraße 14 (Standort) | Ehemalige Schlossökonomie                             | Anlage des 17. bzw. frühen 18. Jahrhundert Sogenannte Schweizerei, ehemaliges Gesindehaus (Am Schloßhof 7), eingeschossiger und traufständiger Halbwalmdachbau, um 1795 Ehemalige Wirtschaftsgebäude (Am Schloßhof 5, 6), jetzt Brennerei, eingeschossiger und traufständiger Walmdachbau mit zweigeschossigen Flankenbauten, der nördliche mit Putzgliederung, Mitte 18. Jahrhundert Ehemaliges Verwalterhaus (Am Schloßhof 4), zweigeschossiger und traufständiger Satteldachbau mit Kniestock, spätes 19. Jahrhundert Ehemaliger Stall (Jahnstraße 14), eingeschossiger und traufständiger Satteldachbau mit Aufzugsgaube, 18./19. Jahrhundert Stadel (Jahnstr. 14) Steildachbau mit korbbogigen Einfahrtstoren, frühes 18. Jahrhundert | D-3-75-113-12 Wikidata | Ehemalige Schlossökonomie           |
| Kirchplatz 1 (Standort)                           | Katholische Pfarrkirche St. Laurentius                | Saalbau mit eingezogenem Chor, Flankenturm und Rahmengliederungen, 1720/22, Turm bezeichnet 1446, Ausbau um 1600; mit Ausstattung Friedhofsmauer, Bruchstein und Ziegel, um 1870/80 | D-3-75-113-6 Wikidata  | weitere Bilder                      |
| Kirchplatz 2 (Standort)                           | Pfarrhof                                              | zweigeschossiger Walmdachbau, 18. Jahrhundert, über dem Portal Reliefs, bezeichnet „1472“ und „1587“ | D-3-75-113-7 Wikidata  | Pfarrhof                            |
| Landshuter Straße (Standort)                      | Kapelle heiliger Johannes Nepomuk                     | Abgewalmter Satteldachbau mit offenem Gehäuse und Putzgliederungen, bezeichnet „1733“; mit Ausstattung | D-3-75-113-5 Wikidata  | weitere Bilder                      |
| Landshuter Straße 1 (Standort)                    | Gasthaus                                              | Zweigeschossiger und traufständiger Satteldachbau mit Putzgliederungen, wohl 16. Jahrhundert, Außengestaltung barock, auf der Südseite Relief mit Anbetung der Könige, spätgotisch, um 1500 | D-3-75-113-8 Wikidata  | Gasthaus                            |
| Sternstraße (Standort)                            | Kapelle Heilige Dreifaltigkeit                        | Giebelständiger Satteldachbau mit korbbogigem Eingang und Putzgliederung, um 1680; mit Ausstattung | D-3-75-113-9 Wikidata  | Kapelle Heilige Dreifaltigkeit      |
| Thalmassinger Straße 5 (Standort)                 | Ehemalige Wagnerei                                    | Eingeschossiger und giebelständiger Steildachbau, 18. Jahrhundert | D-3-75-113-10 Wikidata | BW                                  |
| am Mooshamer Weg (Standort)                       | Wieskapelle Zum Gegeißelten Heiland                   | Giebelständiger und abgewalmter Satteldachbau mit korbbogigem Eingang, spätbarock, 1748; mit Ausstattung | D-3-75-113-11 Wikidata | Wieskapelle Zum Gegeißelten Heiland |